# Sellos de Rusia en 2011
Los sellos de Rusia en el año 2011 fueron puestos en circulación por Pochta Rossii (Почта России), la administración postal rusa. En total se emitieron 93 sellos postales (12 en hoja bloque), comprendidos en 48 series filatélicas con temáticas diversas.

## Descripción
| Imagen | Fecha de emisión | Nombre del sello (descripción) | Dimensiones (mm)                 | Valor facial (en rublos) |
| ------ | ---------------- | --- | -------------------------------- | ------------------------ |
|        | 25.01            | «100º aniversario del nacimiento de Mstislav Keldysh» 1) Retrato del científico Mstislav Keldysh; el primer satélite artificial de la Tierra, el Sputnik 1, y las condiciones de la fórmula que lleva su nombre | 42,0 × 30,0                      | 12,00                    |
|        | 21.02            | «150º aniversario de la fundación de Mariehamn» (HB) 1) Retrato de la emperatriz María Alexandrovna En la hoja bloque se ve un mapa del primer asentamiento de Mareihamn, capital de las Islas Åland, fundado en 1861 bajo decreto del zar Alejandro II, quien dio el nombre a la localidad en honor a su esposa, María Alexandrovna                                                                              | 35,5 × 49,5 –elipse– (103 × 69)  | 40,00                    |
|        | 15.03            | «Sochi – sede de los XXII Juegos Olímpicos de Invierno» (HB) 1) El sello muestra el logotipo de los XXII Juegos Olímpicos de Invierno, sochi.ru 2014 y los anillos olímpicos La hoja bloque presenta un diseño alusivo con una antorcha formada por cinco cintas con los colores de los anillos olímpicos; de fondo las montañas nevadas de Krásnaya Poliana                                                      | 42,0 × 30,0 (90 × 60)            | 25,00                    |
|        | 30.03            | «Regiones rusas» Cada sello muestra tres imágenes de una región rusa. 1) El óblast de Nóvgorod: cruz de la catedral de Santa Sofía en Nóvgorod, vista del lago Ilmen y el Museo de Arquitectura de Madera en Vitoslavlitsi | 28,0 × 40,0                      | 11,80                    |
|        | 30.03            | 2) El óblast de Tambov: el monumento al campesino en la ciudad de Tambov, la fábrica de azúcar de Nikiforovski, clase de manzanas rojas de la región y una vista del río Tsna | 28,0 × 40,0                      | 11,80                    |
|        | 30.03            | 3) El óblast de Tiumén: el kremlin de Tobolsk, una imagen de la tundra y unidades de bombeo de petróleo | 28,0 × 40,0                      | 11,80                    |
|        | 12.04            | «50º aniversario del primer vuelo espacial tripulado» (HB) 1) Retrato del cosmonauta Yuri Gagarin con motivo del 50.º aniversario de su vuelo espacial La hoja bloque reproduce el cohete espacial Vostok 1 en su momento de despegue | 30,0 × 42,0 (70 × 80)            | 50,00                    |
|        | 20.04            | «Ciudades de Gloria Militar» Cinco ciudades rusas que portan la distinción honorífica "Ciudad de Gloria Militar", en el sello se ve el nombre de la respectiva ciudad acompañado del emblema de la insignia. 1) Vyborg | 37,0 × 37,0                      | 12,00                    |
|        | 20.04            | 2) Rostov del Don | 37,0 × 37,0                      | 12,00                    |
|        | 20.04            | 3) Tuapsé | 37,0 × 37,0                      | 12,00                    |
|        | 20.04            | 4) Vladikavkaz | 37,0 × 37,0                      | 12,00                    |
|        | 20.04            | 5) Nóvgorod | 37,0 × 37,0                      | 12,00                    |
|        | 20.04            | 6) Velíkiye Luki | 37,0 × 37,0                      | 12,00                    |
|        | 27.04            | «50 años de la Fundación Rusa para la Paz» 1) Emblema de la Fundación Rusa para la Paz | 32,5 × 32,5                      | 8,50                     |
|        | 29.04            | «Armas de la victoria – Aviación» Cuatro aviones soviéticos usados en la Segunda Guerra Mundial (Gran Guerra Patria según la denominación de la URSS) 1) El Yak-3 (caza monomotor) | 65,0 × 32,5                      | 9,00                     |
|        | 29.04            | 2) El La-5 (caza monomotor) | 65,0 × 32,5                      | 10,00                    |
|        | 29.04            | 3) El Il-2 (avión de ataque) | 65,0 × 32,5                      | 11,00                    |
|        | 29.04            | 4) El Pe-2 (bombardero) | 65,0 × 32,5                      | 12,00                    |
|        | 05.05            | «Europa» 1) Serie anual a cargo de PostEurop, ese año bajo el tema El bosque Imagen de un bosque | 37,0 × 37,0                      | 15,00                    |
|        | 16.05            | «Monumentos de ciencia y tecnología – Relojes» (HB) Cuatro relojes de torre: 1) Reloj del edificio de Telégrafos Centrales en Moscú | 39,5 × 39,5 (110 × 115)          | 9,00                     |
|        | 16.05            | 2) Reloj del Almirantazgo de San Petersburgo | 39,5 × 39,5 (110 × 115)          | 12,00                    |
|        | 16.05            | 3) Reloj del edificio principal de la Universidad Estatal de Moscú | 39,5 × 39,5 (110 × 115)          | 15,00                    |
|        | 16.05            | 4) Reloj de la Estación Central de trenes de Sochi | 39,5 × 39,5 (110 × 115)          | 25,00                    |
|        | 17.05            | «Centenario del nacimiento de Kirill Shchelkin» 1) Retrato del físico nuclear Kirill Shchelkin | 30,0 × 42,0                      | 12,00                    |
|        | 26.05            | «Escudos de armas» 1) Escudo de la República de Komi | 18,5 × 26,0                      | 11,80                    |
|        | 26.05            | 2) Escudo de la ciudad de Irkutsk | 18,5 × 26,0                      | 8,50                     |
|        | 26.05            | «Arquitectura» 1) La Catedral de Kazán en San Petersburgo | 42,0 × 30,0                      | 15,00                    |
|        | 26.05            | 2) El edificio de la misión diplomática rusa en Cetiña | 42,0 × 30,0                      | 15,00                    |
|        | 01.06            | «Poetas» 1) Retrato del poeta ruso Valeri Briusov | 30,0 × 42,0                      | 12,00                    |
|        | 01.06            | 2) Retrato del poeta armenio Ovanes Tumanian | 30,0 × 42,0                      | 12,00                    |
|        | 20.06            | «Bicentenario de la República Bolivariana de Venezuela» 1) La bandera de Venezuela y la silueta de un monumento de Simón Bolívar | 42,0 × 30,0                      | 12,00                    |
|        | 24.06            | «350º aniversario de Irkutsk» 1) Vista aérea del centro de la ciudad de Irkutsk, con el río Angará, y el escudo de la ciudad | 50,0 × 37,0                      | 15,00                    |
|        | 27.06            | «350º aniversario de la adhesión de Buriatia al Estado ruso» 1) El escudo de Buriatia | 37,0 × 37,0 –romboide–           | 11,80                    |
|        | 27.06            | «75º aniversario de la Policía de Tráfico del Ministerio de Interior de Rusia» 1) Logotipo de la Policía de Tráfico del Ministerio del Interior de Rusia | 37,0 × 37,0                      | 15,00                    |
|        | 01.07            | «La Orden de San Andrés el Primer Llamado» (HB) 1) La estrella y detalle del collar de la Orden del Santo Apóstol Andrés el Primero Llamado con el águila de San Andrés La hoja bloque muestra el collar completo y la banda azul cielo de la Orden | 30,0 × 42,0 (85 × 71)            | 50,00                    |
|        | 29.07            | «Patrimonio natural de Rusia – La Reserva Natural del Pechora-Ilich, la meseta de Manpupunior» (HB) 1) Formaciones rocosas originadas por la erosión en la meseta de Manpupunior, en la Reserva natural Pechora-Ilich | 37,0 × 52,0 (80 × 79)            | 25,00                    |
|        | 01.08            | «Patrimonio histórico y cultural de Rusia – Museo de Arquitectura en Madera y Arte Popular Malie Korely» (HB) Tres edificaciones de madera del museo al aire libre Malie Korely, en las afueras de la ciudad de Arjánguelsk. La hoja bloque muestra un detalle del interior de una casa campesina 1) La capilla de San Macario (siglo XVIII)                                                                      | 37,0 × 48,7 (151 × 101)          | 10,00                    |
|        | 01.08            | 2) La iglesia de la Ascensión (siglo XVII) | 37,0 × 48,7 (151 × 101)          | 15,00                    |
|        | 01.08            | 3) Un molino de viento de principios del siglo XX | 37,0 × 48,7 (151 × 101)          | 20,00                    |
|        | 15.08            | «Construcciones arquitectónicas – Puentes» Cuatro puentes peatonales 1) El puente de Correos (Почтамтский мост) sobre el río Moika, en San Petersburgo | 58,0 × 26,5                      | 9,00                     |
|        | 15.08            | 2) El puente del Patriarca (Патриарший мост) sobre el río Moscova, en Moscú | 58,0 × 26,5                      | 10,00                    |
|        | 15.08            | 3) Un puente de madera (siglo XVIII) sobre el río Kena, cerca del pueblo de Izmailovskaya (óblast de Arjánguelsk) | 58,0 × 26,5                      | 12,00                    |
|        | 15.08            | 4) El puente de la Universidad (Университетский мост) sobre el río Veziolka, en Bélgorod | 58,0 × 26,5                      | 15,00                    |
|        | 29.08            | «Historia de los cosacos rusos» (HB) Trajes típicos de tres pueblos cosacos de Rusia 1) Cosacos del Amur La hoja bloque muestra algunas banderas y símbolos de las diferentes tropas de cosacos | 37,0 × 48,7 (160 × 100)          | 15,00                    |
|        | 29.08            | 2) Cosacos de Astracán | 37,0 × 48,7 (160 × 100)          | 15,00                    |
|        | 29.08            | 3) Cosacos del Volga | 37,0 × 48,7 (160 × 100)          | 15,00                    |
|        | 01.09            | «Caballeros de la Orden de San Andrés» En una mitad de cada sello se muestra el retrato de un personaje distinguido con la prestigiosa Orden de San Andrés, y en la otra mitad, el águila del collar de la Orden 1) La cantante y directora artística Liudmila Zykina | 50,0 × 37,0                      | 15,00                    |
|        | 01.09            | 2) El erudito e historiador cultural Dmitri Lijachov | 50,0 × 37,0                      | 15,00                    |
|        | 01.09            | 3) El cirujano Boris Petrovski | 50,0 × 37,0                      | 15,00                    |
|        | 09.09            | «250 años del nacimiento de M. B. Barclay de Tolly» 1) Retrato de época del mariscal Mijaíl Barclay de Tolly con uniforme militar y sus condecoraciones; de fondo se ve una escena de la campaña en la batalla de Borodino, un mapa de esta región y el escudo de guerra del Imperio ruso con el águila bicéfala                                                                                                  | 50,0 × 37,0                      | 15,00                    |
|        | 12.09            | «Arte ruso contemporáneo» Seis obras (cinco pinturas y una escultura) de artistas rusos contemporáneos 1) Paisaje marino (Морской пейзаж, 2007) de Alexéi Adamov | 50,0 × 37,0                      | 14,00                    |
|        | 12.09            | 2) Vista del monasterio Borisoglevski (Вид на Борисоглевский монастырь, 2001) de Nikolái Borovskoi | 50,0 × 37,0                      | 14,00                    |
|        | 12.09            | 3) Gimnastas de la URSS (Гимнасты СССР, 1965) de Dmitri Zhilinski | 37,0 × 50,0                      | 14,00                    |
|        | 12.09            | 4) La escultura Monumento a Yuri Nikulin (Памятник Юрию Никулину, 2000) de Alexandr Rukavishnikov | 50,0 × 37,0                      | 14,00                    |
|        | 12.09            | 5) Aidan (Айдан, 1967) de Tair Salajov | 37,0 × 50,0                      | 14,00                    |
|        | 12.09            | 6) Pueblo Akinshino (Село Акиньшино, 1995) de Vladímir Yukin | 50,0 × 50,0                      | 14,00                    |
|        | 13.09            | «Patrimonio de la Humanidad ruso» (HB) 1) Vista de la ciudadela de Naryn-Kala, una antigua fortificación de piedra, en las inmediaciones de la ciudad de Derbent | 42,0 × 30,0 (102 × 71)           | 50,00                    |
|        | 15.09            | «Cultura de los pueblos de Rusia – Tocados» Cuatro tocados representativos de los pueblos del norte de Rusia 1) Una ushanka típica o gorro de invierno para hombres | 37,0 × 50,0                      | 12,00                    |
|        | 15.09            | 2) Un tocado de soltera similar a una mantilla con estampados de colores, encajes y un pañuelo que cubre la parte posterior de la cabeza | 37,0 × 50,0                      | 12,00                    |
|        | 15.09            | 3) Un tocado de mujer consistente en un pañuelo de seda bordado con hilo de carrete | 37,0 × 50,0                      | 12,00                    |
|        | 15.09            | 4) Tocado de mujer formado por un gorro en forma de tapa oval forrado de seda oscura, y un pañuelo en forma de velo | 37,0 × 50,0                      | 12,00                    |
|        | 26.09            | «50 años del Fondo Mundial para la Naturaleza» 1) El oso panda del logotipo del Fondo Mundial para la Naturaleza (WWF, por sus siglas en inglés) | 37,0 × 37,0                      | 15,00                    |
|        | 27.09            | «XXII Juegos Olímpicos de invierno en Sochi – Turismo» Cuatro imágenes turísticas del puerto de Sochi, sede de los XXII Juegos Olímpicos de invierno 1) Esquiadores en una telesilla en las montañas nevadas de Krásnaya Poliana | 42,0 × 30,0                      | 15,00                    |
|        | 27.09            | 2) El edificio del Puerto Marítimo | 42,0 × 30,0                      | 20,00                    |
|        | 27.09            | 3) La torre de observación sobre la montaña Bolshói Ajún | 42,0 × 30,0                      | 25,00                    |
|        | 27.09            | 4) El dolmen megalítico de Volkonski, en el distrito forestal de Lazarevo | 42,0 × 30,0                      | 30,00                    |
|        | 30.09            | «Programa interestatal Biotecnologías innovativas» 1) Diseño alusivo al Programa de la CEEA sobre Biotecnología Innovativas que muestra el emblema de la CEEA, unas espigas de trigo, una estructura molecular, tubos de ensayo y frascos de laboratorio | 65,0 × 32,5                      | 9,00                     |
|        | 03.10            | «XXII Juegos Olímpicos de invierno en Sochi – Deportes olímpicos de invierno» Dibujos de diferentes deportes olímpicos de invierno 1) Patinaje de velocidad en posta corta | 37,0 × 37,0                      | 25,00                    |
|        | 03.10            | 2) Salto en esquí | 37,0 × 37,0                      | 25,00                    |
|        | 03.10            | 3) Esquí de fondo | 37,0 × 37,0                      | 25,00                    |
|        | 10.10            | «Comunidad Regional en el Área de Comunicaciones» 1) Una antena parabólica cruzada por una torre de transmisión y un rayo como con motivo de los 20 años de la Comunidad Regional en el Área de Comunicaciones (Региональному содружеству в области связи, PCC) | 30,0 × 42,0                      | 12,00                    |
|        | 14.10            | «300 años de la fábrica Arsenal» 1) Un cañón unicornio producido en la fábrica de artillería Arsenal de San Petersburgo | 37,0 × 37,0                      | 15,00                    |
|        | 21.10            | «300 años de la oficina de correos de Moscú» (HB) 1) Sello de cera conmemorativo La hoja bloque muestra una imagen de época del edificio de la Oficina Central de Correos en Moscú, y diversas sellos antiguos | 33,0 × 33,0 –círculo– (100 × 66) | 50,00                    |
|        | 21.10            | 2) Retrato de Afanasi Ordín-Nashchokin, fundador del servicio postal ruso | 42,0 × 30,0                      | 11,80                    |
|        | 21.10            | 3) Una diligencia postal de mitad del siglo XIX | 42,0 × 30,0                      | 11,80                    |
|        | 21.10            | 4) Coche postal Moskvich 400-422 de la década de 1950 | 42,0 × 30,0                      | 11,80                    |
|        | 21.10            | 5) Una imagen actual de la Oficina Central de Correos de Moscú | 42,0 × 30,0                      | 11,80                    |
|        | 24.10            | «50 años del Palacio Estatal del Kremlin» 1) Vista del Palacio Estatal del Kremlin en Moscú | 58,0 × 26,0                      | 50,0                     |
|        | 27.10            | «Corte Constitucional de la Federación Rusa 1991-2011» 1) Vista del edificio de la Corte Constitucional de la Federación Rusa en Moscú | 58,0 × 26,0                      | 12,00                    |
|        | 28.10            | «200 años del uso del gas en Rusia» 1) Retrato del ingeniero Piotr Soboloevski, fundador de Termolamp, la primera planta para producir gas de síntesis en Rusia | 37,5 × 25,5                      | 12,00                    |
|        | 03.11            | «Comunidad de Estados Independientes 1991-2011» 1) La bandera de la CEI y las banderas de los 10 Estados miembros: Armenia, Azerbaiyán, Bielorrusia, Kazajistán, Kirguistán, Moldavia, Rusia, Tayikistán, Turkmenistán y Uzbekistán, más la de un Estado participante, Ucrania | 50,0 × 37,0                      | 11,80                    |
|        | 17.11            | «300 años del nacimiento de M. V. Lomonosov» (HB) 1) Retrato del científico Mijaíl Lomonósov, de fondo se aprecian la silueta de la Universidad Estatal de Moscú, que lleva oficialmente su nombre En la hoja bloque se muestran adicionalmente y enmarcadas cuatro imágenes: retrato de Lomonosov de joven, y los edificios de la Kunstkamera, la Academia Eslavo-Greco-Latina y la Universidad Estatal de Moscú | 52,0 × 37,0 (123 × 98)           | 100,00                   |
|        | 21.11            | «150 años del nacimiento de K. A. Korovin» (HB) 1) Retrato del pintor Konstantin Korovin (Портрет художника К. А. Коровина, 1891) por Valentín Serov La hoja bloque muestra el óleo Puente Moskvoretski (Москворецкий мост, 1914) del pintor Konstantín Korovin | 50,0 × 42,0 (105 × 77)           | 45,00                    |
|        | 25.11            | «100º aniversario del Comité Olímpico Ruso» 1) Diseño alusivo que muestra el logotipo del Comité Olímpico Ruso y el icono de diferentes deportes olímpicos | 37,5 × 25,5                      | 15,00                    |
|        | 25.11            | «225º aniversario del contrato de seguro en Rusia» 1) Retrato de la emperatriz Catalina II, quien introdujo el contrato de seguro en Rusia en 1786, y parte del texto del decreto con su firma | 50,0 × 37,0                      | 8,50                     |
|        | 30.11            | «Regiones rusas» 1) El óblast de Kaluga: el Museo Estatal de la Historia de la Cosmonáutica Konstantin Tsiolkovski en la ciudad de Kaluga, modelo del cohete espacial Vostok en el museo anterior y el río Zhizdra | 40,0 × 28,0                      | 11,80                    |
|        | 01.12            | «Feliz Año Nuevo» 1) Diseño alusivo con una esfera de Navidad de color rojo, estampada con diseños de copos de nieve plateados | 40,0 × 28,0                      | 20,00                    |
|        | 10.12            | «Año cultural Italia-Rusia» 1) Diseño alusivo que muestra el logotipo de la celebración cultural | 40,0 × 28,0                      | 15,00                    |
|        | 12.12            | «Artes decorativas – El encaje» Diferentes tipos de encajes tradicionales de cuatro localidades rusas (cada sello, de forma triangular, representa una cuarta parte de la imagen) 1) Encaje de Beliov | 70,0 × 40,0 –triángulo–          | 15,00                    |
|        | 12.12            | 2) Mantel de Yelets | 70,0 × 40,0 –triángulo–          | 15,00                    |
|        | 12.12            | 3) Servilleta de Vologda | 70,0 × 40,0 –triángulo–          | 15,00                    |
|        | 12.12            | 4) Mantel con dibujos de gallos de Viatka | 70,0 × 40,0 –triángulo–          | 15,00                    |
|        | 12.12            | «Regiones rusas» 1) El óblast de Omsk: la Catedral de la Dormición en la ciudad de Omsk, la estatua Genio alado (Крылатый гений) que corona la fachada del Teatro de Arte Dramático de Omsk y el río Irtysh | 40,0 × 28,0                      | 11,80                    |